# 100 добрих дела Едија Макдауда
100 добрих дела Едија Макдауда (енгл. 100 Deeds for Eddie McDowd) амерички је телевизијски ситком који су за Никлодеон створили Стивен Х. Берман, Мишел Катлин и Нет Бернстајн. Серија је трајала три сезоне - од 16. октобра 1999. до 21. априла 2002.

## Радња
Еди Макдауд његови вршњаци сматрају насилником школског дворишта. МекДауд себе сматра веома привлачним и моћним и зато малтретира друге без милости. Једног дана, док је малтретирао дете након школе, њега је ухватио неки мистични човек. Каже МекДаудову да ће због свог малтретирања бити кажњен због својих недеља живим животом као пса, и да би морао бити обновљен као човек мора учинити 100 добрих дела за друге. Поред Дрифтера, једини који га може чути како говори је Џастин Тејлор, последње дете које је малтретирао. Њих двоје су у почетку чврсто против те идеје, али МекДауд схвата да мора да сарађује са Џастином и његовом породицом како би завршио своја добра дела. Сваки пут када Еди учини добро дело, Дрифтер се појављује са креативно представљеним бројем у којем је наведено која су му преостала дела остала. Повремено када се Еди понаша лоше, Дрифтер одузима неко своје дело. Прича нема краја јер је серија отказана пре коначне резолуције.